# Калашников, Анатолий Иванович
Анато́лий Ива́нович Кала́шников (5 апреля 1930, Москва — 21 апреля 2007, там же) — советский художник-график, автор гравюр на дереве для почтовых марок и экслибрисов. Заслуженный художник РСФСР (1983). Стал первым русским художником, который был избран почётным членом Королевского общества художников-графиков Великобритании (англ. Royal Society of Painter-Printmakers). Награждён именной серебряной медалью папы Иоанна Павла II.

## Биография
Родился 5 апреля 1930 года в Москве. В 1943 году начал заниматься в изостудии Дворца культуры Московского автозавода. В 1949 году он окончил Московское высшее художественно-промышленное училище (бывшее Строгановское), отделение по художественной обработке металла. После окончания училища продолжал заниматься у академика И. Н. Павлова. Среди других его учителей были другие мастера репродукционной школы гравюры на дереве — Д. Г. Соболев и М. В. Маторин.
Сначала Калашников работал художником-конструктором на Московском автозаводе, но вскоре перешёл в издательство «Советский писатель», где занял должность художественного редактора.

Экслибрис Я. Костюка, выполненный А. И. Калашниковым

 В 1953 году он оставляет штатную работу и сотрудничает во многих московских издательствах.
В 1957 году в ДИЭЗПО ему предложили выполнить гравюру для конверта, посвящённого VI Всемирному фестивалю молодёжи и студентов. После удачного исполнения заказа А. И. Калашников ушёл с постоянной работы на разовые договоры с ДИЭЗПО и другими организациями.
В начале 1960-х годов художник порвал с репродукционной школой, создав серию абстрактных иллюстраций для коллекционного издания произведений Ф. М. Достоевского. Гравюры вызвали восхищение, но так и не были опубликованы издательством, которое посчитало их «опережающими время». А. И. Калашников создал более 1000 гравюр, включая несколько эпических тематических серий, среди которых «Сюита о Достоевском», «Война и мир», «Золотое кольцо России» (более 100 гравюр), а также 1050 экслибрисов и ряд почтовых марок, конвертов и открыток.
Первый экслибрис (для Е. В. Терехова) был сделан Калашниковым в 1964 году. В дальнейшем свои экслибрисы он выполнил для многих любителей книг СССР, Англии, Италии, Швейцарии, Австрии, Чехословакии, Финляндии, Бельгии. Им были выполнены экслибрисы для видных деятелей Международного союза экслибристов Карло Кьезы и Клауса Рёделя. Книжные знаки Калашникова имели большое признание: только за период 1967—1974 гг. он получил десять дипломов и медалей на Международных выставках.
Графические работы художника представлены в Британском музее, а также в некоторых музеях и картинных галереях бывшего СССР, например, Луганска.
Скончался А. И. Калашников 21 апреля 2007 года. Похоронен в Москве на Митинском кладбище (колумбарий на участке 170Б).

## Почтовые марки

В дизайне обложки журнала «Филателия СССР» (№ 9, 1980) использована работа художника — марка СССР 1971 года «Нижегородский Кремль»

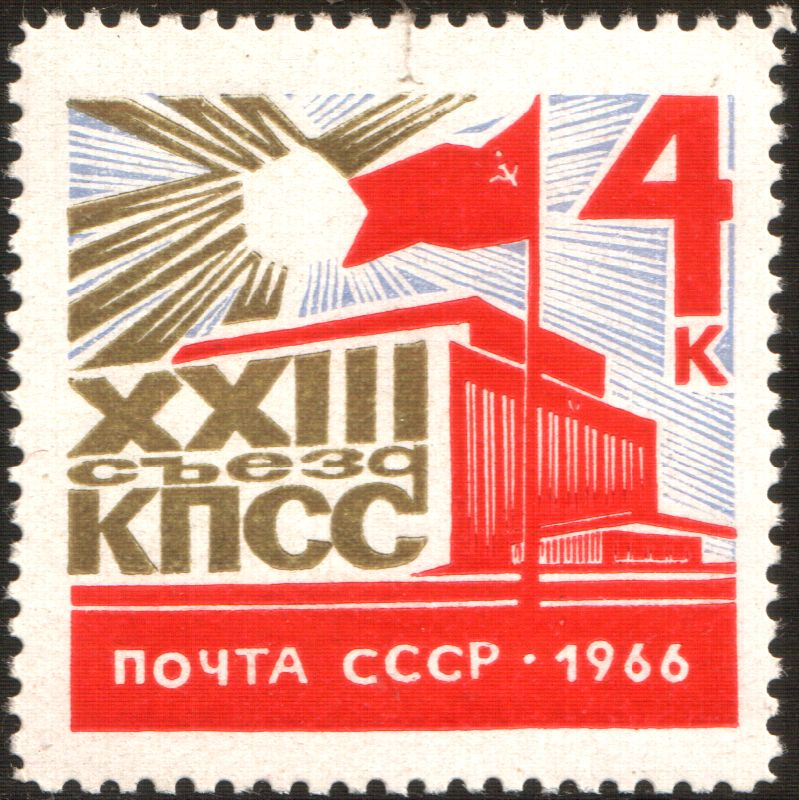
XXIII съезд КПСС, 1966

Анатолий Калашников — автор ряда почтовых марок и блоков СССР с 1962 по 1990 год. Первая его марка вышла в январе 1962 года к 125-летию со дня смерти А. С. Пушкина (ЦФА [АО «Марка»] № 2656).
Работая над рисунком марки, посвящённой XXIII съезду КПСС (ЦФА [АО «Марка»] № 3329), А. И. Калашников сделал около 15 ксилографий-эскизов, из которых оставил только одну. Поэтому его резцу — штихелю — принадлежит сравнительно небольшое число марок, зато каждая почтовая миниатюра — своеобразная и запоминающаяся.
По итогам совершённой им в 1966 году поездки по Казахстану и Киргизии художник-график создал рисунки вышедшей в ноябре 1968 года серии из четырёх марок «Курорты СССР» (ЦФА [АО «Марка»] № 3684—3687).
К 1985 году Калашников выполнил способом многоцветной гравюры на дереве 67 марок и около 500 художественных конвертов. В том же году была издана книга «Почтовая марка и художник» (автор — А. Н. Котырев), посвящённая его творчеству. В книге были приведены каталожные данные о филателистических материалах, изготовленных по его дизайнам, а также иллюстрации, воспроизведенные с авторских оригиналов.
Работы художника использовались для дизайна журнальных обложек, в частности, журнала «Филателия СССР».
Создавая почтовые марки, А. И. Калашников со временем и сам стал филателистом.

Некоторые работы А. Калашникова на почтовых марках СССР
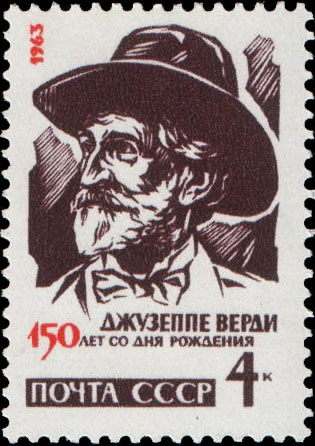
150 лет со дня рождения Джузеппе Верди, 1963 (ЦФА [АО «Марка»] № 2879)
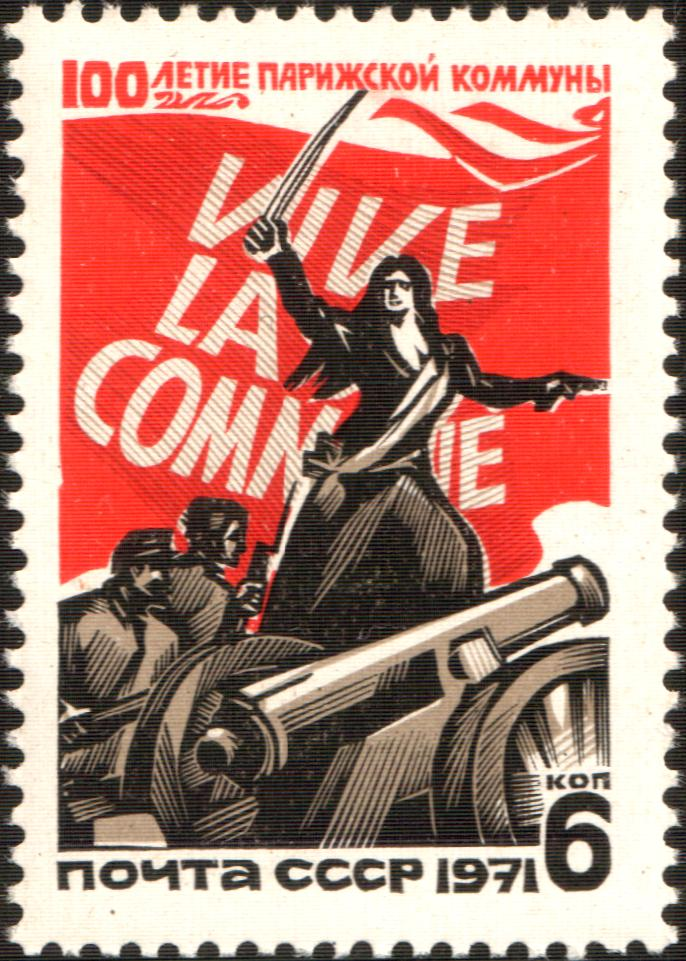
100-летие Парижской коммуны, 1971 (ЦФА [АО «Марка»] № 3991)
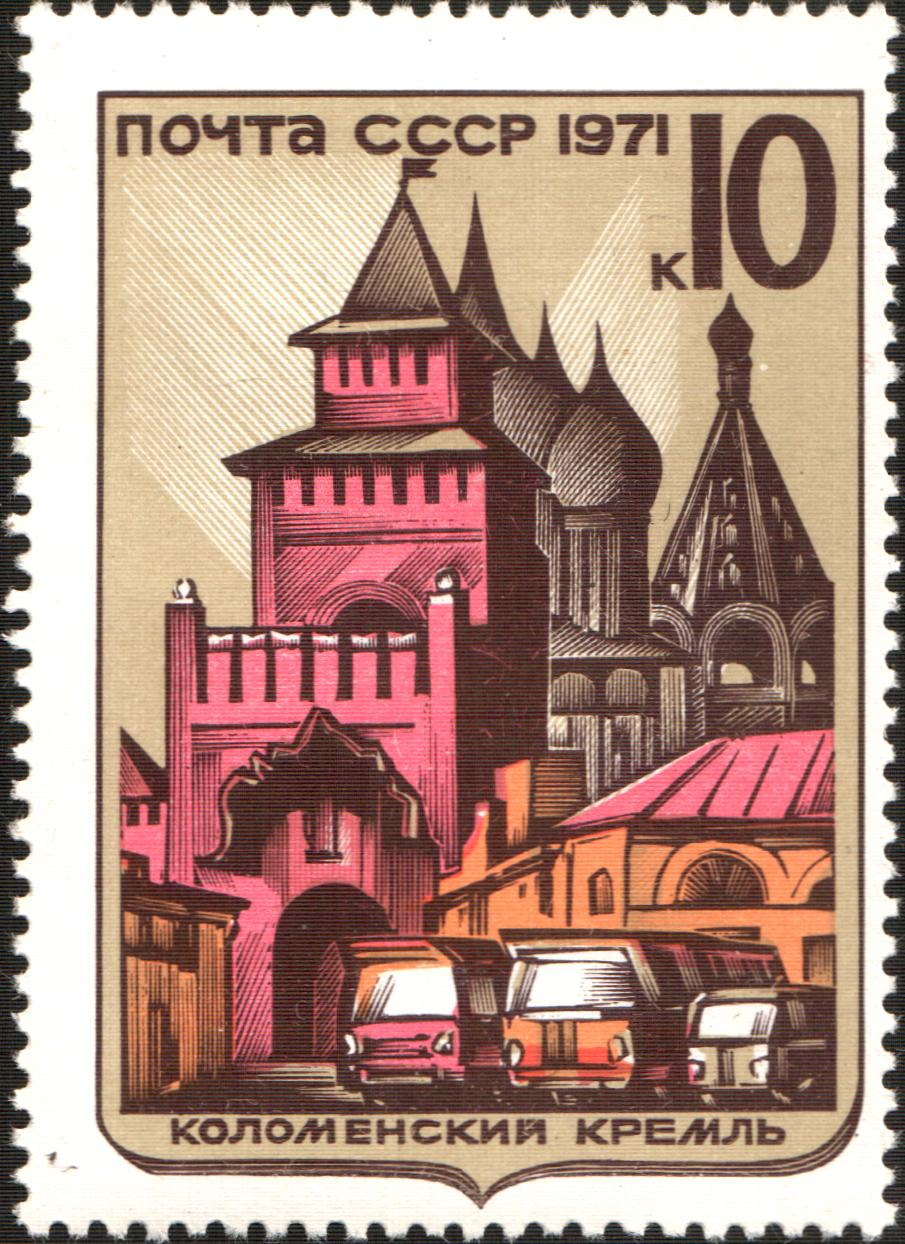
Коломенский Кремль, 1971 (ЦФА [АО «Марка»] № 4033)
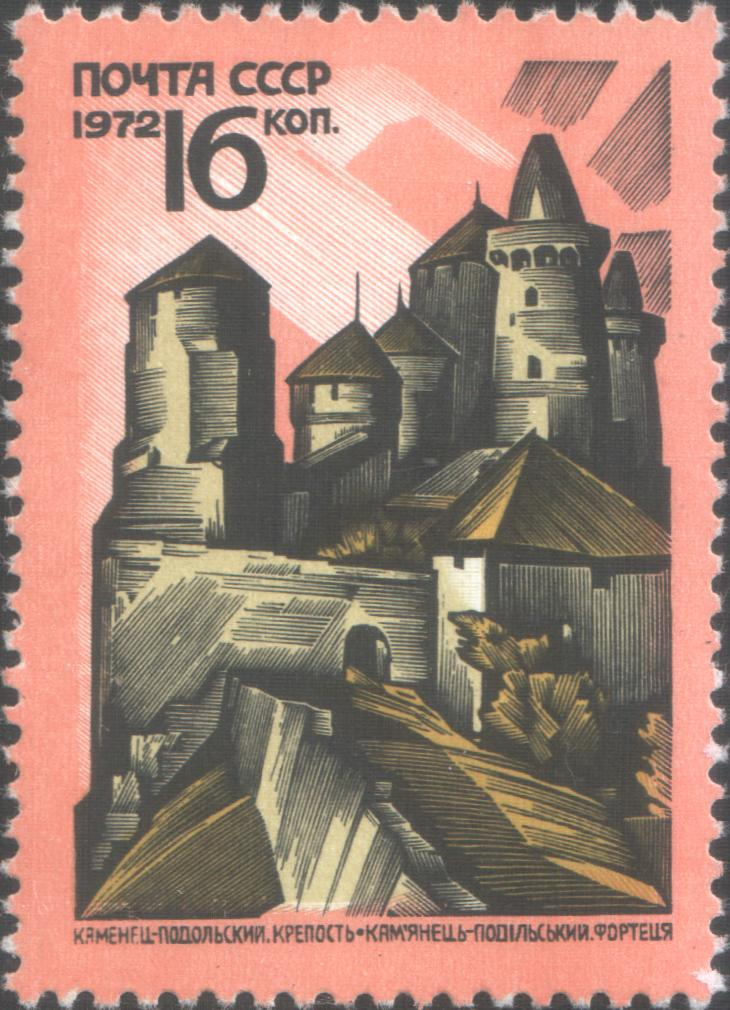
Каменец-Подольский. Крепость, 1972 (ЦФА [АО «Марка»] № 4150)
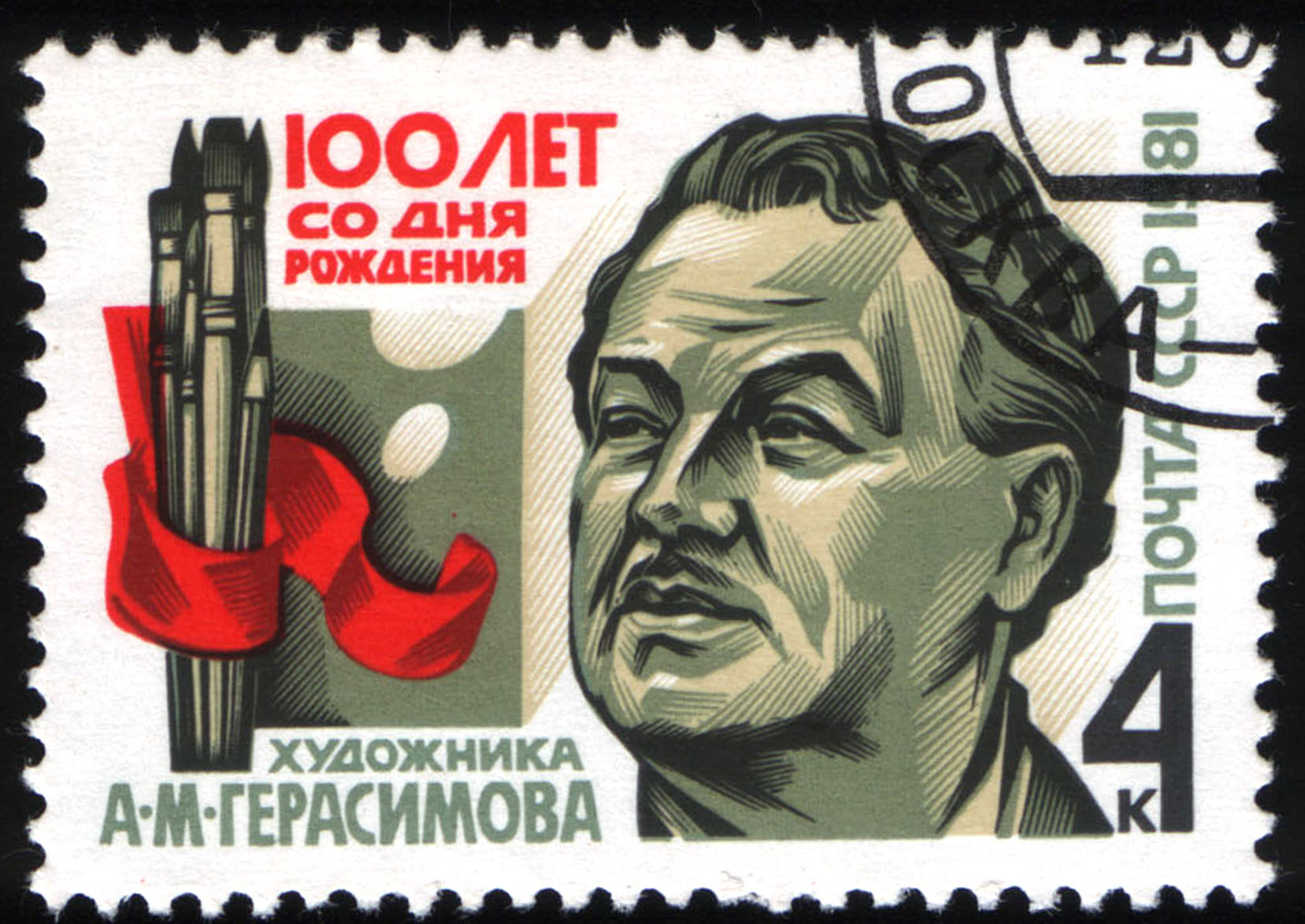
100 лет со дня рождения А. М. Герасимова, 1981 (ЦФА [АО «Марка»] № 5219)
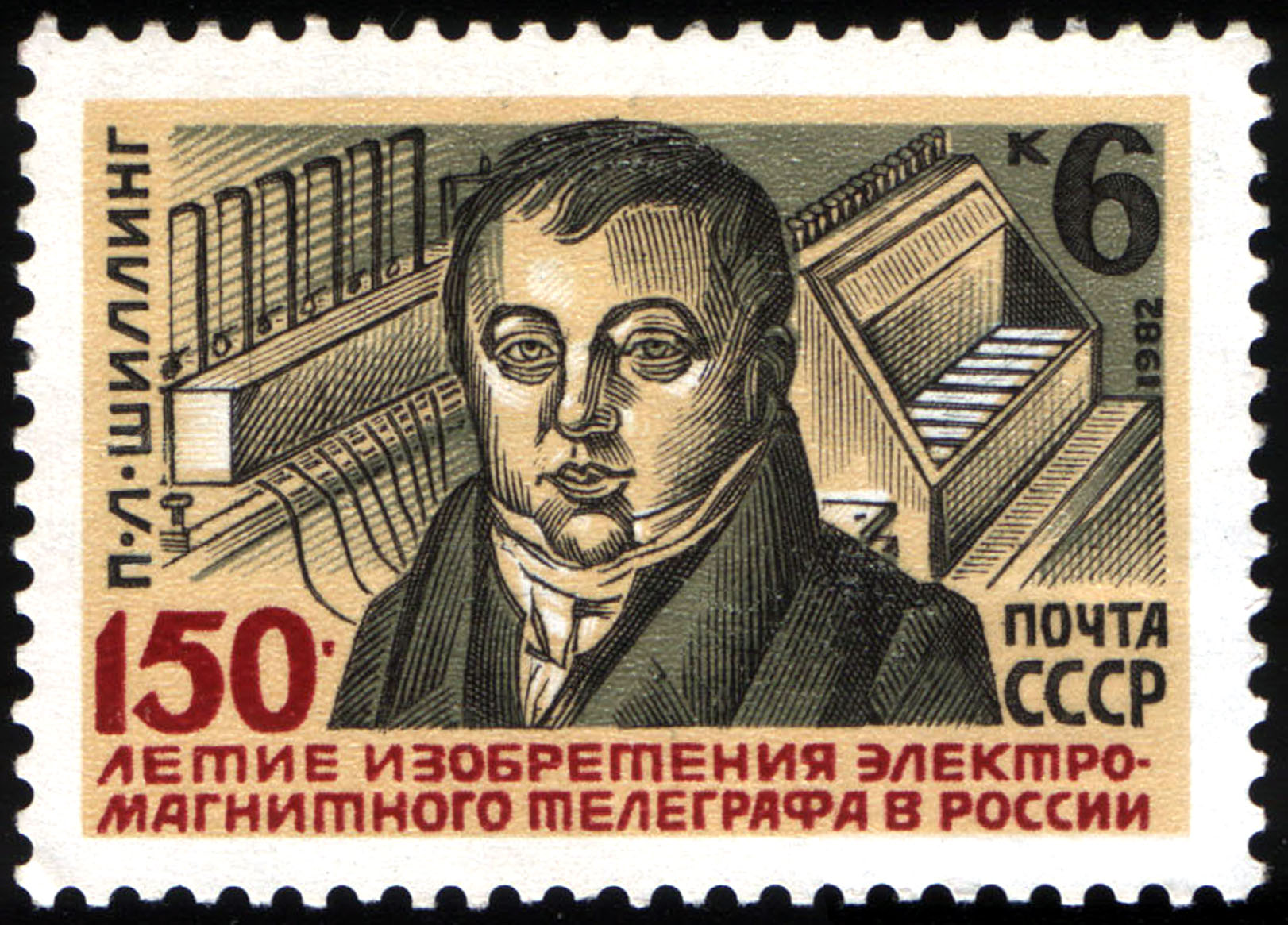
150-летие изобретения телеграфа в России. П. Л. Шиллинг, 1982 (ЦФА [АО «Марка»] № 5318)
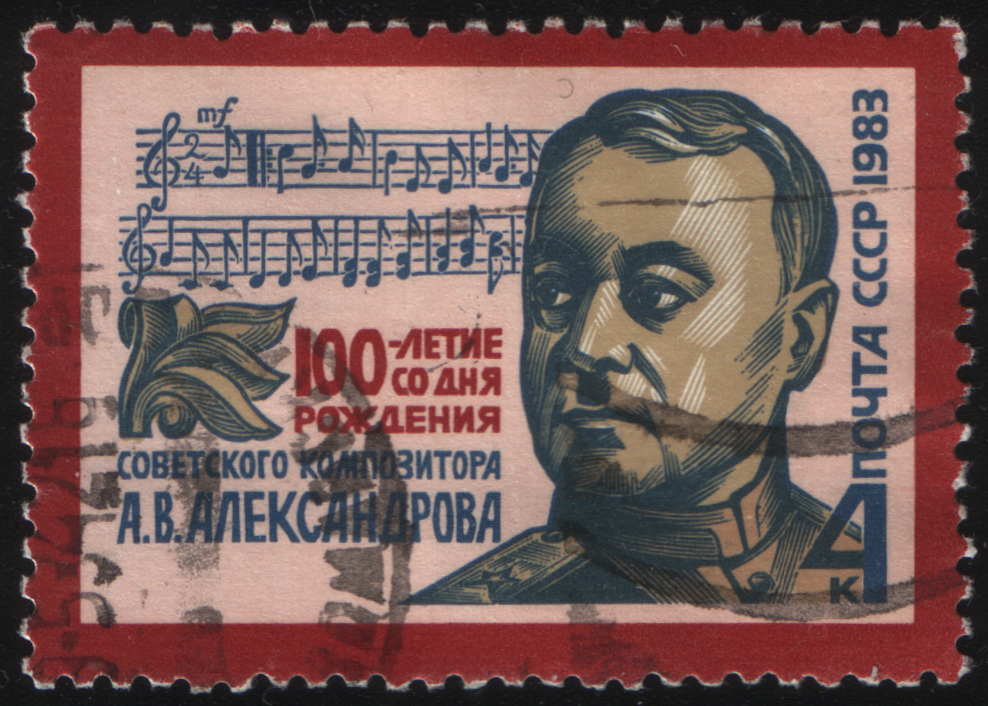
100 лет со дня рождения А. В. Александрова, 1983 (ЦФА [АО «Марка»] № 5377)
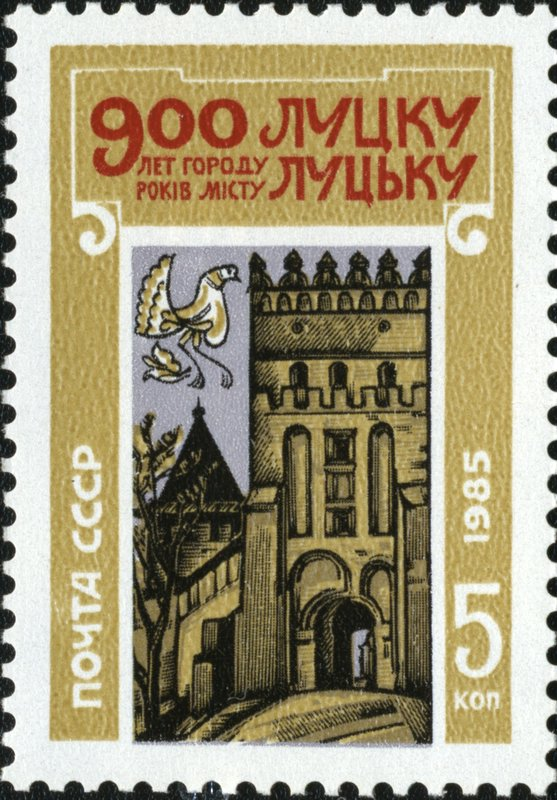
900-летие Луцка, 1985 (ЦФА [АО «Марка»] № 5669)
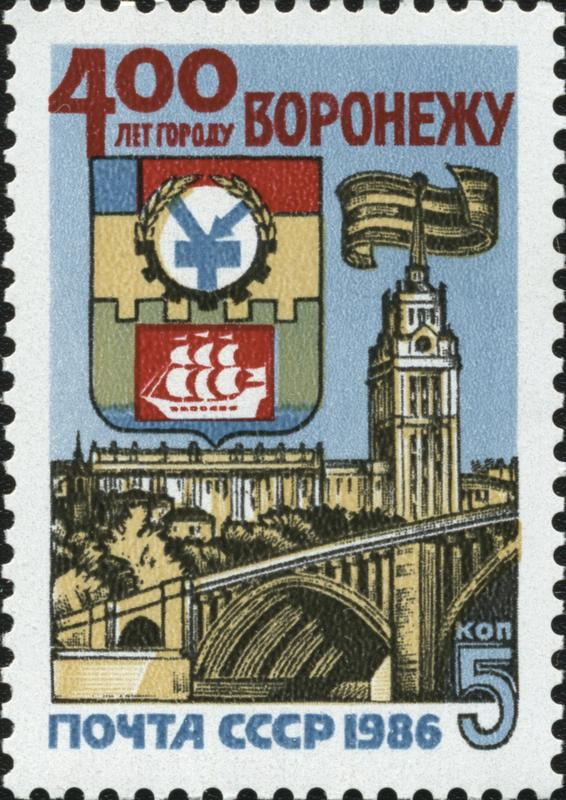
400-летие Воронежа, 1986 (ЦФА [АО «Марка»] № 5700)
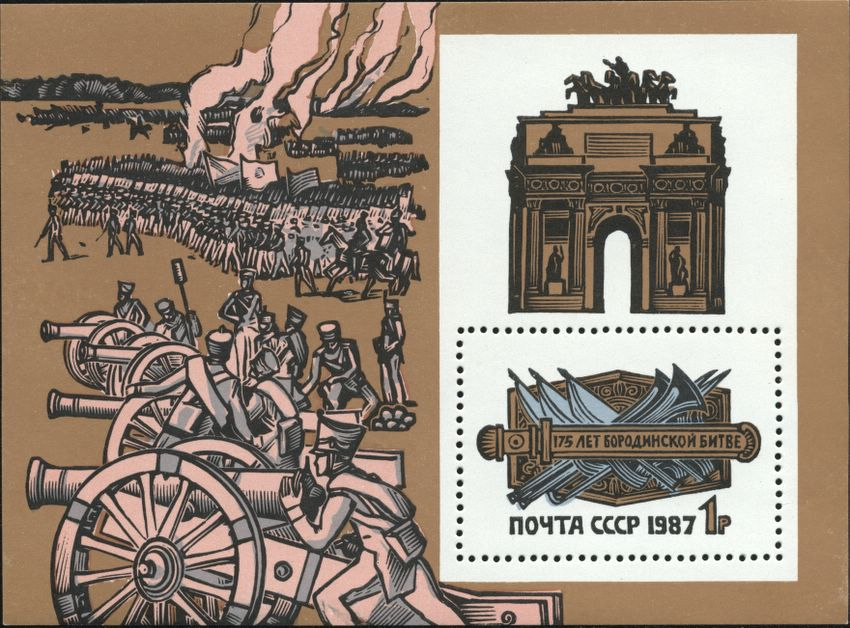
Почтовый блок: 175 лет Бородинской битве, 1987 (ЦФА [АО «Марка»] № 5871)